# Jelše pri Otočcu
Jelše pri Otočcu so naselje v Občini Novo mesto.